# 羅渣士傳媒
羅渣士傳媒（英語：Rogers Media）是加拿大一家傳媒企業，屬羅渣士通訊集團（Rogers Communications）的一家子公司。羅渣士傳媒涉足廣播業及出版業，在全加拿大共擁有51家電台和數家電視台（包括Citytv、OMNI和羅渣士體育網），而旗下的羅渣士出版公司更是加拿大最大的出版公司，發行超過70份報刊。
羅渣士通訊集團於1994年購入Maclean-Hunter傳媒集團後成立羅渣士傳媒子公司，以便管理旗下的電視台、電台和報刊。

## 外部連結
- 羅渣士傳媒網站 （页面存档备份，存于）（英文）